# Бирючек
Бирючек — село в Камызякском районе Астраханской области. Входит в состав Семибугоринского сельсовета. Население 552 человек (2010), 97 % из них — казахи (2002) .

## История
Село Бирючек славится своей многовековой историей. Основано в 1621 году. Населяли село казахские Батыры (войны казахских степей). В селе основным занятием было рыболовство, охота, скотоводство, земледелие. Почти в каждом доме на стенах висели шкуры диких животных. Начиная с 3 летнего возраста у каждого ребенка мужского пола был жеребёнок, и в последующем он был его верным товарищем до конца своих дней. Село Бирючек считало себя одной большой семьёй.
А название свое оно получило из-за волка одиночки (бирюк) так как на этой земле их было много. Считается, что село Бирючек является основателем Камызякского района.

## География
Бирючек расположен в пределах Прикаспийской низменности в южной части Астраханской области, в дельте реки Волги и находится на левом берегу реки Чёрная.
Абсолютная высота 25 метров ниже уровня моря.
Уличная сеть
состоит из пяти географических объектов: ул. Гагарина, ул. Джабаева (в честь Джамбула Джабаева, казахского советского поэта-акына, лауреата Сталинской премии второй степени), ул. Молодежная, ул. Набережная, ул. Степная.
Климат
умеренный, резко континентальный, характеризуется высокими температурами летом и низкими — зимой, малым количеством осадков, а также большими годовыми и летними суточными амплитудами температуры воздуха.

## Население
| 2002 | 2010 |
| ---- | ---- |
| 635  | ↘552 |

Национальный и гендерный состав
По данным Всероссийской переписи в 2010 году, численность населения составляла 552 человек (284 мужчины и 268 женщин, 51,4 и 48,6 %% соответственно).
Согласно результатам переписи 2002 года, в национальной структуре населения казахи составляли 97 % от общей численности населения в 633 жителей.
| Национальность | Численность (2002) | Процент |
| -------------- | ------------------ | ------- |
| Казахи         | 612                | 96,08%  |
| Русские        | 16                 | 2,51%   |
| Украинцы       | 6                  | 0,78%   |
| Корейцы        | 3                  | 0,47%   |
| Всего          | 637                | 100%    |

| Национальность | Численность (2010) | Процент |
| -------------- | ------------------ | ------- |
| Казахи         | 509                | 93,7%   |
| Русские        | 11                 | 2%      |
| Татары         | 4                  | 2,8%    |
| Украинцы       | 4                  | 0,7%    |
| Не указана     | 15                 | 0,7%    |
| Всего          | 543                | 100%    |

## Инфраструктура
МБОУ Бирючковская средняя образовательная школа
Основной род занятий — сельское хозяйство, рыбоводство.

## Транспорт
Региональная автодорога «Подъезд к с. Бирючек от автодороги Камызяк -
Тузуклей» (идентификационный номер 12 ОП РЗ 12Н 089).
Просёлочные дороги. Водный транспорт.